# لويس نونيز (لاعب كرة قدم)
لويس نونيز (بالإسبانية: Luis Alberto Núñez)‏ (10 ديسمبر 1983 بسانتا مارتا في كولومبيا - ) هو لاعب كرة قدم كولومبي في مركز الدفاع. شارك مع منتخب كولومبيا لكرة القدم. أما مع النوادي، فقد لعب مع أونس كالداس وإنديبندينتي ميديلين وسيرو بورتينيو وBoyacá Chicó F.C. ‏ وكوكوتا ديبورتيفو ‏.

## مسيرته الكروية
لعب لويس نونيز خلال مسيرته الاحترافية مع 9 أندية في ثمانية عشر موسمًا وسجل خلالها 12 هدفًا ضمن 290 مباراة. ولم يفز بأي موسم بالكأس وفاز في ثلاثة مواسم بالدوري.
خاض لويس نونيز مسيرته مع نادي أونس كالداس في موسم 2003 في المرة الأولى ليلعب معه خمسة مواسم ثم في موسم 2008 ليلعب معه أربعة مواسم، مشاركًا طوالها في 171 مباراة سجل خلالها 7 أهداف. ثم انتقل إلى لا إكويداد ‏ ما بين عامي 2007 و2008 لمدة موسم واحد، حيث شارك في 21 مباراة ولم يسجل أي هدف. لينتقل بعدها إلى نادي سيرو بورتينيو ما بين عامي 2011 و2012 لمدة موسم واحد، مشاركًا في 5 مباريات ولم يسجل أي هدف أيضًا. ثم انتقل إلى نادي إنديبندينتي ميديلين ما بين عامي 2012 و2013 لمدة موسم واحد، مشاركًا في 4 مباريات ولم يسجل أي هدف أيضًا. هذا وانتقل لاحقًا إلى Boyacá Chicó F.C. ‏ ما بين عامي 2013 و2014 لمدة موسم واحد، مشاركًا في 30 مباراة سجل خلالها هدفين. ثم انتقل بعدها إلى Patriotas Boyacá ‏ ما بين عامي 2014 و2015 لمدة موسم واحد، مشاركًا في 15 مباراة ولم يسجل أي هدف. ليعود وينتقل من جديد، لكن هذه المرة إلى دورادوس سينالوا في موسم 2014–15 لمدة موسم واحد، مشاركًا في 6 مباريات سجل خلالها هدفًا واحدًا. لينتقل بعدها إلى نادي أتليتيكو بوكارامانغا ما بين عامي 2015 و2016 لمدة موسم واحد، مشاركًا في 4 مباريات ولم يسجل أي هدف. ثم لعب في كوكوتا ديبورتيفو ‏ ما بين عامي 2017 و2018 لمدة موسم واحد، مشاركًا في 34 مباراة سجل خلالها هدفين.

## وصلات خارجية
- لويس نونيز على موقع قاعدة بيانات كرة القدم.إي يو (الإنجليزية)
- لويس نونيز على موقع ناشيونال فوتبول تيمز (الإنجليزية)
- لويس نونيز على موقع AS.com (الإسبانية)